# 盂之战
盂之战，發生於前639年（周襄王十三年、鲁僖公二十一年、楚成王三十三年、宋襄公十二年），楚国大军在盂邑（在河南省睢县西北）击败宋国的作战。
前641年秋，宋襄公为建立霸权，陶丘之战企图以武力威服东方诸小国，未能成功。于是想要通过齐国、楚国等强国的承认建立其中原霸主地位。前639年春，宋襄公邀楚成王、齐孝公在宋邑鹿上（今安徽省阜阳市南）会盟，希望楚国、齐国率先承认自己的霸主地位。楚成王早已觊觎中原霸权，假意拥护宋襄公为霸主。同年秋，宋襄公正式召集楚成王、陈穆公、蔡庄侯、郑文公、许僖公、曹共公等在宋国的盂邑盟会，以确立诸侯盟主的地位。楚成王乘赴会之机，率军北上，在盂邑拘捕宋襄公，并攻打宋军。冬，宋襄公获释归国。